# Tobias Kempe
Tobias Kempe (Wesel, 27 giugno 1989) è un calciatore tedesco, centrocampista del Darmstadt.

## Carriera

### Club
Ha giocato nella prima divisione tedesca.

### Nazionale
Ha giocato nelle nazionali giovanili tedesche Under-18 ed Under-20; con quest'ultima nazionale nel 2009 ha anche partecipato al Mondiale di categoria.